# Víctor Ros
Víctor Ros es una serie de televisión española que se emitió en La 1 de Televisión Española entre el 12 de enero de 2015 y el 22 de diciembre de 2016. Está basada en las adaptaciones de algunos de los casos del detective homónimo creado por Jerónimo Tristante y producida por New Atlantis para TVE. Un tercio de la producción es producida por Telefónica y el resto por TVE. Contiene una media de 250 planos con efectos digitales por capítulo (1500 en total), lo que la convierte en la serie con más efectos visuales hasta ahora en España; Línea-64 se encargó de esta parte de la serie.
La serie fue cancelada tras su primera temporada, pero finalmente la segunda temporada fue aprobada en el Consejo de Administración de TVE en enero de 2016. La grabación de esta segunda temporada comenzó a finales de mayo de 2016 y se emitió entre el 3 de noviembre y el 22 de diciembre con una audiencia discreta.

## Sinopsis, contexto histórico y ambientación
Madrid, 1895. Víctor Ros fue, de niño, un muchacho chirlero y astuto que robaba dinero junto a su pandilla a gente que le sobraba para ayudar a su madre. Un policía veterano, Don Armando Martínez, lo sacó del mundo de la delincuencia en 1882 cuando contaba con 14 años y lo convirtió en el mejor policía de todo Madrid. Es inteligente, intuitivo y honrado. Tras pasar años como infiltrado con los anarquistas en Oviedo, regresa a Madrid para trabajar en la Brigada Metropolitana. El inspector Ros y sus compañeros tendrán que enfrentarse a toda serie de dificultades. Para empezar, los atrasos técnicos y culturales de la época serán un perjuicio constante. La serie comienza con un misterio que centrará la atención en los primeros tres capítulos: el asesinato de varias prostitutas en la ciudad de Madrid. A partir de entonces, los protagonistas se enfrentarán a otros peligros como la amenaza de asesinato a Ros por parte del hijo de un anarquista, el secuestro de la hija del agente Blázquez o una conspiración que pretende asesinar al presidente de España en aquella época, Cánovas del Castillo. Entre tanto, también se muestra la vida íntima del protagonista: su relación con la prostituta Lola la Valenciana, su amor por Clara Alvear o su amistad con Luis, quien le acompañaba en sus hurtos en su etapa de delincuente.
Lola es una joven prostituta, cuya belleza es su único medio para salir adelante. Tras conocer a Ros en un caso relacionado con el asesinato de varias compañeras de profesión, se enamora perdidamente de él y sueña con salir de ese mundo. Aunque mantiene relación con Víctor, el amor que este siente por Clara, devolverá a la prostituta a su realidad. Es inteligente, cariñosa y comprensiva.
Clara Alvear es una mujer moderna, culta y reivindicativa, lo cual resulta extraño en la España de finales del siglo XIX. Conoce al inspector Ros cuando este intenta descifrar la locura de su hermana, que había intentado matar a su marido. Aunque está enamorada del protagonista, su padre, un hombre clásico y arruinado, quiere casarla con Fernando de la Escosura, jefe de Víctor. Por ello, se convierte en el personaje central de la trama amorosa.
Blázquez es un policía de carácter escéptico y tradicional. Es amigo de toda la vida de don Armando, el padrino de Víctor, a quien conoce desde su época de juventud. Tiene una confianza ciega en Víctor y por ello siempre se muestra fiel a su jefe. El comisario Buendía es un hombre autoritario y de fuerte carácter, aunque siempre deja entrever un trasfondo afable e inteligente. Para él, el mantenimiento del honor y la compostura son aspectos claves, lo cual no es extraño en alguien que fue militar en su juventud.
Carballo, antiguo compañero de Buendía, es el personaje de la Brigada con más atributos negativos: es violento, inocente y despiadado. A pesar de ello, dada su experiencia militar, cumple siempre las órdenes que recibe e incluso salva la vida a Ros, a quien considera su enemigo.
El agente Crespo es un joven policía que se caracteriza por su honradez y su fuerza física. Al igual que Blázquez y Sánchez, pertenece a la Brigada Metropolitana y sigue las órdenes de su jefe, el inspector Víctor Ros.
Sánchez es el miembro más joven de la llamada Brigada Metropolitana. Es muy servicial con su jefe y realiza los trabajos de investigación que ayudan a resolver los casos.

## Segunda temporada
La segunda temporada, titulada 'El robo del oro español', consta de ocho episodios. La historia arranca en Madrid, en 1898, casi cinco años después del final de la primera temporada. La vida sonríe a Víctor Ros. Está casado con Clara Alvear y vive feliz junto a su esposa y su ahijado, Juanito. Además, se ha convertido en el policía más famoso y respetado de su época. Pero un complot cambiará su vida para siempre: el atraco a la joyería Marabini es una maniobra de distracción que esconde un robo aún mayor: el de las reservas del oro del Banco de España. Víctor tendrá que hacer frente a la pérdida de su esposa (muerta en el tiroteo durante el atraco a la joyería) e intentar recuperar el oro de España en un momento muy delicado para el país, que se encuentra al borde de la guerra contra Estados Unidos. La pista del oro llevará a Ros hasta Linares (Jaén). Allí tendrá que hacer frente a otro tipo de peligros, como los bandoleros de Sierra Morena.

## Universo transmedia de la serie
La segunda temporada de Víctor Ros amplió la experiencia transmedia de Víctor Ros para reforzar la interacción con los usuarios. El proyecto, desarrollado por RTVE.es dentro de su estrategia 360, se sustenta sobre tres pilares:
- El videoblog de León Cavestany:[8] es una webserie semanal ("Las aventuras de Víctor Ros según León Cavestany") en la que el personaje interpretado por Edu Soto avanza, en tono de humor, el contenido del próximo episodio. Los monólogos sirven, además, para conocer mejor a Cavestany, una de las novedades de la segunda temporada, ampliando de esta forma la dimensión del personaje.
- Los interrogatorios de Víctor Ros:[9] después de cada capítulo, los seguidores de la serie pueden jugar a resolver un interrogatorio interactivo. Víctor Ros y sus compañeros (Blázquez, Giralda, el Capitán Barrera y Hércules) preguntan al usuario por el caso semanal. Si las respuestas son correctas, los personajes facilitarán al jugador una clave con la que podrán abrir la Caja del oro.
- La Caja del Oro:[10] es una web de recompensas, accesible únicamente con la clave secreta obtenida en los interrogatorios, en la que los usuarios más fieles encontrarán contenidos exclusivos, como entrevistas con los actores y el equipo técnico, avances, reportajes sobre curiosidades, making of y material extra de la serie.

## Reparto

### 1ª temporada

#### Reparto principal
- Carles Francino - Víctor Ros
- Esmeralda Moya - Clara Alvear
- Megan Montaner - Lola "La Valenciana"
- Tomás del Estal - Inspector Luis Blázquez
- Juan Fernández - Comisario Horacio Buendía
- Juan Codina - Inspector Carballo de la Brigada Metropolitana
- Alberto Berzal - Crespo
- Joel Bosqued - Sánchez

#### Reparto secundario
- Nacho Fresneda - Fernando de la Escosura † (Episodio 2 - Episodio 6)
- Lola Marceli - Rosa (Episodio 1 - Episodio 2; Episodio 4 - Episodio 6)
- Daniel Holguín - Luis "El Conquense" † (Episodio 1 - Episodio 2; Episodio 4 - Episodio 6)
- Pablo Viña - Don Augusto Alvear, grande de España y padre de Clara (Episodio 1 - Episodio 4)
- Eva Martín - Ana Escurza (Episodio 1 - Episodio 4)
- María Cantuel - Aurora Alvear (Episodio 1; Episodio 5)

##### Con la colaboración especial de
- Tito Valverde - Inspector Don Armando Martínez †  (Episodio 1 - Episodio 2)
- Helio Pedregal - Aldanza † (Episodio 1 - Episodio 3; Episodio 5 - Episodio 6)
- Pepa Pedroche - Mariana (Episodio 2; Episodio 4 - Episodio 6)
- María Palacios - Emilia Blázquez (Episodio 2; Episodio 4 - Episodio 6)
- Daniel Pérez Prada - Raúl Córcoles (Episodio 4 - Episodio 6)
- Mario Roig - Juanito (Episodio 2; Episodio 4 - Episodio 6)
- Javier Godino - De la Rubia (Episodio 2; Episodio 6)
- Jorge Suquet - Gerardo, marqués de la Calle †  (Episodio 1 - Episodio 3)
- Raúl Peña - Juan Rosales (Episodio 2 - Episodio 3)
- Aura Garrido - Lucía Alonso (Episodio 3)

#### Reparto episódico
- Margarita Lascoiti - Angustias (Episodio 1 - Episodio 2)
- Andrea Duro - Nuria (Episodio 1)
- Ramón Esquinas - Doctor Brunetto Latino / Farinetto Uberti (Episodio 1)
- Ana Labordeta - Madre de Víctor (1882) † (Episodio 1)
- Francisco Nortes - Gregorio † (Episodio 1)
- Carmen Esteban - Madre de Gregorio (Episodio 1)
- Álvaro Morte - Donato Vergel (Episodio 1)
- Rocío Muñoz - Tula (Episodio 2)
- Carlos Olalla - Agustín Souza (Episodio 2)
- Carlos Manuel Díaz - General Morán (Episodio 3)
- Guillermo Barrientos - Gustavo (Episodio 4)
- Julio Jordán - Antonio Romero Belmonte (Episodio 4)
- Carlos Kaniowski - Eugenio Borrás (Episodio 4)
- Paco Marín - Doctor Pedro Borrás (Episodio 4)
- Pep Sais - Jacinto (Episodio 5)
- Mauricio Bautista - Marqués de Peralías (Episodio 5 - Episodio 6)
- Roberto Drago - Picorelli (Episodio 6)

### 2ª temporada

#### Reparto principal
- Carles Francino - Víctor Ros
- Tomás del Estal - Inspector Luis Blázquez
- Paco Tous - Sargento Marcos Giralda
- Paula Prendes - Juana / Elena Guzmán (Episodio 8/2 - Episodio 14/8)
- Carolina Bang - Madame de Suberwick (Episodio 9/3; Episodio 11/5 - Episodio 14/8)
- José Manuel Poga - José María Llanos "El Estepeño" † (Episodio 8/2 - Episodio 12/6)
- Manuel Tallafé - El Zíngaro † (Episodio 8/2 - Episodio 11/5)
- Juanma Lara - Coronel Manuel de la Barrera
- Itzan Escamilla - Juan "Juanito" (Episodio 7/1; Episodio 9/3 - Episodio 14/8)
- Óscar Higares - Bandolero † (Episodio 8/2 - Episodio 9/3)
- Juan Fernández - Comisario Horacio Buendía (Episodio 7/1; Episodio 14/8)
- Juan Codina - Carballo (Episodio 7/1)
- Esmeralda Moya - Señorita Clara Alvear † (Episodio 7/1)

##### Con la colaboración especial de
- Edu Soto - León Cavestany (Episodio 8/2 - Episodio 14/8)
- Carlos Manuel Díaz - General Morán (Episodio 13/7 - Episodio 14/8)
- Crispulo Cabezas - Bernardo † (Episodio 14/8)
- Joaquín Notario - Padre Cetina (Episodio 11/5)
- Patxi Freytez - Don José (Episodio 11/5)
- Marta Belaustegui - Raimunda (Episodio 11/5)
- Megan Montaner - Lola "La Valenciana" (Episodio 7/1; Episodio 11/5)
- Antonio Dechent - Juez Ángel Setién (Episodio 10/4)
- Eusebio Lázaro - Hombre del convento (Episodio 9/3)
- Fernando Ramallo - Van Houten (Episodio 8/2)
- Manolo Caro - Matias (Episodio 8/2)
- Javier Godino - De La Rubia † (Episodio 7/1 - Episodio 12/6)
- Luis Zahera - Ángel Sarabia † (Episodio 7/1)

#### Reparto secundario
- Jorge Usón - Hércules (Episodio 7/1 - Episodio 14/8)
- María Delgado - Perla (Episodio 7/1 - Episodio 9/3, Episodio 11/5, Episodio 13/7  - Episodio 14/8)
- Mercedes León - Doña Rosario (Episodio 8/2 - Episodio 11/5, Episodio 14/8)
- Lucía Paredes - Candela (Episodio 10/4 - Episodio 14/8)
- Eduardo Velasco - Álvaro Buendía † (Episodio 9/3, Episodio 12/6  - Episodio 14/8)
- Max Marieges - Guardia † (Episodio 13/7 - Episodio 14/8)
- Javier Mora - Señor Forcada † (Episodio 13/7)
- Alfonso Begara - Luis Salazar † (Episodio 13/7)
- Jorge Kent - Connor Wells (Episodio 12/6)
- Jimmy Shaw - Señor Tunner (Episodio 12/6)
- Chema del Barco - Paco (Episodio 12/6)
- Anabel Jurado - Alicia † (Episodio 11/5)
- Paula Miralles - Gabriela † (Episodio 11/5)
- Rachel Lascar - Madame Paladino (Episodio 11/5)
- Fernando Jiménez - Jardinero (Episodio 11/5)
- Berta Hernández - Carmen (Episodio 10/4)
- Manuel Jurado - Don Emilio del Campo † (Episodio 10/4)
- José Maya - Don Luciano Viada † (Episodio 10/4)
- José Chaves - Don Mateo Alcaraz † (Episodio 10/4)
- Agnés Llobet - Adela del Castillo (Episodio 9/3)
- Mario Alberto Díez - Monaguillo † (Episodio 9/3)
- Eloína Marcos - Dora (Episodio 8/2)
- Marisol Membrillo - Vecina (Episodio 8/2)
- Álex Martínez - Aitor Menta "Tormenta" (Episodio 7/1)
- Alberto Berzal - Crespo (Episodio 7/1)
- Raúl Peña - Juan Rosales (Episodio 7/1)
- Pilar Pintre - Elisa (Episodio 7/1)
- Raúl Alberto Mediero Rodríguez - Policía comisaría principal (Episodio 7/1)

## Recepción
La serie tuvo una recepción dispar. David Redondo, de Cadena Ser, dijo al terminar la temporada que la serie tenía "una calidad bastante por encima de la media". Alberto Rey, de El Mundo, la considera mejor que Las aventuras del Capitán Alatriste, que se emitía al mismo tiempo, aunque criticaba la simpleza de algunos episodios. Sergio Espí, de Periodista Digital, criticó las actuaciones y los efectos digitales, diciendo que "no me creo ese Madrid de época que no es Madrid sino un croma chapucero iluminado, para más inri, con la peor de las luces". José Día, de Vayatele, admite que la serie tiene buenas intenciones, pero la encuentra "falta de chispa". También critica los efectos especiales de croma, el cual "se vende como si tuviera unos resultados impecables. No es el caso, al menos no en la totalidad de las escenas", reconociendo que "hay momentos en los que el espectador sentirá un total rechazo por algunas escenas que han utilizado estos efectos digitales, que destacan para mal y deja en evidencia que no se trata de la efectiva revolución digital que nos han vendido."

## Temporadas y episodios
| Temporada | Temporada | Episodios | Estreno                | Final                   | Audiencia media | Audiencia media | Audiencia media |
| Temporada | Temporada | Episodios | Estreno                | Final                   | Espectadores    | Cuota           |                 |
| --------- | --------- | --------- | ---------------------- | ----------------------- | --------------- | --------------- | --------------- |
|           | 1         | 6         | 12 de enero de 2015    | 16 de febrero de 2015   | 2.342.000       | 11,6%           |                 |
|           | 2         | 8         | 3 de noviembre de 2016 | 22 de diciembre de 2016 | 1.492.000       | 9,3%            |                 |
| Total     | Total     | 14        | 2015                   | 2016                    | 1.856.000       | 10,3%           |                 |

### Primera temporada (2015)
| N.º (serie) | N.º (temp.) | Título                          | Director(es)               | Fecha de emisión      | Audiencia         |
| ----------- | ----------- | ------------------------------- | -------------------------- | --------------------- | ----------------- |
| 1           | 1           | «El misterio de la Casa Aranda» | Carlos Navarro Ballesteros | 12 de enero de 2015   | 2 869 000 (14,5%) |
| 2           | 2           | «El anillo de Rosacruz»         | Carlos Navarro Ballesteros | 19 de enero de 2015   | 2 647 000 (13,2%) |
| 3           | 3           | «El sueño de la razón»          | Gracia Querejeta           | 26 de enero de 2015   | 2 154 000 (10,8%) |
| 4           | 4           | «Ángeles y demonios»            | Gracia Querejeta           | 2 de febrero de 2015  | 2 141 000 (10,7%) |
| 5           | 5           | «Ladrones de niños»             | Jorge Sánchez-Cabezudo     | 9 de febrero de 2015  | 2 094 000 (10,3%) |
| 6           | 6           | «Las huellas del crimen»        | Jorge Sánchez-Cabezudo     | 16 de febrero de 2015 | 2 149 000 (10,6%) |

### Segunda temporada (2016)
| N.º (serie) | N.º (temp.) | Título                               | Director(es)      | Fecha de emisión        | Audiencia         |
| ----------- | ----------- | ------------------------------------ | ----------------- | ----------------------- | ----------------- |
| 7           | 1           | «Ave del paraíso»                    | Daniel Calparsoro | 3 de noviembre de 2016  | 1 631 000 (10,1%) |
| 8           | 2           | «Centauros de Sierra Morena»         | Iñaki Peñafiel    | 10 de noviembre de 2016 | 1 633 000 (10,1%) |
| 9           | 3           | «Hijos de un Dios extraño»           | Iñaki Peñafiel    | 17 de noviembre de 2016 | 1 452 000 (9,0%)  |
| 10          | 4           | «Hierro, fuego, veneno y calumnia»   | Belén Macías      | 24 de noviembre de 2016 | 1 551 000 (9,8%)  |
| 11          | 5           | «El misterio del Palacio de Linares» | Belén Macías      | 1 de diciembre de 2016  | 1 396 000 (8,6%)  |
| 12          | 6           | «La taranta del inglés»              | Iñaki Peñafiel    | 8 de diciembre de 2016  | 1 506 000 (9,4%)  |
| 13          | 7           | «La habitación cerrada»              | Iñaki Peñafiel    | 15 de diciembre de 2016 | 1 597 000 (9,7%)  |
| 14          | 8           | «El gran maestre»                    | Belén Macías      | 22 de diciembre de 2016 | 1 173 000 (7,3%)  |

### La España de 'Víctor Ros'
La España de 'Víctor Ros' es un conjunto de seis documentales de una hora relacionados con la serie que se emitieron en 2015, junto con los capítulos de la primera temporada. En él, Jerónimo Tristante y otros expertos cuentan cómo era el Madrid del siglo XIX en el que se ambienta la serie.
| Programas emitidos | Programas emitidos    | Programas emitidos | Programas emitidos | Programas emitidos |
| N.º                | Fecha de emisión      | Espectadores       | Cuota              |                    |
| ------------------ | --------------------- | ------------------ | ------------------ | ------------------ |
| 1                  | 12 de enero de 2015   | 1 075 000          | 8,3%               |                    |
| 2                  | 19 de enero de 2015   | 1 131 000          | 8,3%               |                    |
| 3                  | 26 de enero de 2015   | 732 000            | 5,8%               |                    |
| 4                  | 2 de febrero de 2015  | 764 000            | 5,5%               |                    |
| 5                  | 9 de febrero de 2015  | 921 000            | 6,4%               |                    |
| 6                  | 16 de febrero de 2015 | 810 000            | 5,8%               |                    |